# Джузеппе Вольпі
Джузе́ппе Во́льпі (фр. Giuseppe Volpi, 19 листопада 1877, Венеція, Італія — 16 листопада 1947, Рим, Італія) — 1-й граф Місурата, італійський бізнесмен і політик, член Національної фашистської партії.

## Біографія
Син будівельного інженера, після його смерті залишив навчання в університеті та перейняв сімейну справу. Був торговельним представником, налагодив зв'язки з Banca Commerciale Italiana і при його фінансовій підтримці зайнявся бізнесом на Сході й на Балканах. У 1903 році отримав монополію на торгівлю тютюном у Чорногорії, в 1905 році заснована ним компанія Antivari отримала державний підряд на будівництво залізниці в цій країні. У тому ж році заснував в Італії електротехнічну компанію SADE, яка згодом увійшла до числа найбільших в Італії. Спроектував і в 1919 році почав будівництво порту Marghera у Венеції.
З 1921 по 1925 рік був губернатором Триполитанії. З 16 листопада 1922 року — сенатор. Після цього служив міністром фінансів(1925—1929), підписав у 1927 році закон про стабілізацію італійської ліри (так звана «Квота 90»). Був членом Великої фашистської ради. З 1934 року був президентом Фашистської конфедерації промисловців. У 1943 році заарештований німецькою окупаційною владою, але потім звільнений і в 1944 році поїхав до Швейцарії. Повернувся в Італію в 1947 році.
Вольпі був одним із засновників Венеціанського міжнародного кінофестивалю. На його честь названий приз Кубок Вольпі, який з 1935 року вручається за найкращу чоловічу та жіночу ролі.
Син Джузеппе Вольпі Джованні Вольпі — автомобільний менеджер.
Джузеппе Вольпі помер у Римі 16 листопада 1947 року.

## Нагороди
- Кавалер Великого хреста ордена Корони Італії
- Кавалер Великого хреста ордена Святих Маврикія та Лазаря
- Лицарський військовий орден честі і відданості Госпітальєрів Мальти
- Срібна медаль «За військову доблесть» (Італія)
- Медаль «За італо-австрійську війну»
- Медаль «За перемогу у Першій світовій війні» (США)
- Орден Меджида (Туреччина)
- Орден Святого Савви (Сербія)
- Орден князя Данила I (Сербія)